# Сузе су ОК (представа)
Сузе су ОК је позоришна представа коју је режирао Милан Караџић, према истоименом роману чији је писац Мирјана Бобић Мојсиловић.

## Извођење представе
Представа је премијерно изведена у Народном позоришту у Београду 22. марта 1999. године. Представа је у Народном позоришту играна преко шездесет пута а онда је скинута са репертоара. Представа је обновљена 2007. и постављена у Звездара театру, у новој постави одиграна је преко сто пута. 

## О представи
Ова представа говори о људима којима је важнија интерпретација живота од његове фактографије. То су сањари, они који се мувају у поезији и око ње, они којима је опис стварности важнији од стварности, и којима је потреба да оставе неки траг о свом постојању важнија од самог постојања. Сузе су ОК је прича о томе – о сузама, страстима, разочарењима, о песницима и њиховим музама, о песмама које никада неће бити написане, и о оној која стиже касно. Костиме је осмислила Ангелина Атлагић, а музику написала Исидора Жебељан.